# František Maxmilian Kaňka
František Maxmilian Kaňka (19 août 1674, Prague – 14 juillet 1766, idem) est un architecte du baroque en Bohême.

## Biographie
Il commence son apprentissage chez son père, Vít Václav Kaňka (cs) puis le poursuit en voyageant en  Italie et à Vienne. À son retour, il collabore avec les architectes Giovanni Battista Alliprandi et Jan Blažej Santini-Aichel. Il devient citoyen de la Vieille Ville de Prague. En 1709, il tente de fonder une Académie des arts mais en vain. Il se lie d'amitié et collabore avec le peintre Václav Vavřinec Reiner et le sculpteur Matyáš Bernard Braun, auteur de la plupart des statues du pont Charles.
En 1724, il est nommé architecte impérial. 
Il travaille pour les Jésuites, en particulier au Clementinum et y édifie :
- l'entrée de la chapelle des glaces (1724)
- l'église Saint-Sauveur (1724)
- la bibliothèque universitaire (1727)

Il œuvre également pour les Augustiniens, les Cisterciens et la noblesse de Bohême (les Waldstein (Valdštejn en tchèque), Czernin (Černín en tchèque), Mansfeld, Pacht, Trautmansdorf et Vrtba, entre autres), et l'on peut dire que c'est l'un des architectes les plus féconds (sa longévité exceptionnelle, en l'occurrence, le sert) du baroque tchèque.

## Œuvres

### À Prague
- Abbaye cistercienne de Zbraslav (1709-27) avec Santini-Aichl
- Église Saint-Sauveur de Prague (tours : 1714)
- Couvent des Augustins de Karlov
- Palais Pálffy (1714-16)
- Palais Černín (transformations et jardins : 1717-24)
- Carolinum (remaniement : 1724)
- Chapelle Saint-Jean-Népomucène dans la basilique Saint-Georges avec Kilian Ignace Dientzenhofer (1718-24)
- Palais Bucquoy-Valdštejn (reconstruction : 1719)
- Palais Vrtba et jardins attenants (1720)
- Clementinum :
  - Chapelle des glaces (entrée : 1724)
  - Bibliothèque universitaire (1727)
  - Musée astronomique (1748)
- Palais des chevaliers de l'ordre de Malte, avec Gian Batista Scotti (1724-28)
- Église Sainte-Catherine avec Kilian Ignace Dientzenhofer (1737-38)

### En Bohême
- Église Saint-Jean-Népomucène, Kutná Hora
- Château de Liběrov pour les Pachta z Rájova
- Château de Loučeň pour le comte Arnošt z Valdštejn (Ernst von Waldstein)
- Château de Krásný Dvůr